# Anthurium bogneri
Anthurium bogneri är en kallaväxtart som beskrevs av Thomas Bernard Croat. Anthurium bogneri ingår i släktet Anthurium och familjen kallaväxter. Inga underarter finns listade.